# Condren
Condren és un municipi francès situat al departament de l'Aisne i a la regió dels Alts de França. L'any 2007 tenia 703 habitants.

## Demografia

### Població
El 2007 la població de fet de Condren era de 703 persones. Hi havia 268 famílies de les quals 60 eren unipersonals (24 homes vivint sols i 36 dones vivint soles), 96 parelles sense fills, 104 parelles amb fills i 8 famílies monoparentals amb fills.
La població ha evolucionat segons el següent gràfic:
Habitants censats

### Habitatges
El 2007 hi havia 300 habitatges, 277 eren l'habitatge principal de la família i 23 estaven desocupats. 287 eren cases i 11 eren apartaments. Dels 277 habitatges principals, 226 estaven ocupats pels seus propietaris, 39 estaven llogats i ocupats pels llogaters i 12 estaven cedits a títol gratuït; 4 tenien dues cambres, 25 en tenien tres, 78 en tenien quatre i 170 en tenien cinc o més. 206 habitatges disposaven pel capbaix d'una plaça de pàrquing. A 126 habitatges hi havia un automòbil i a 125 n'hi havia dos o més.

### Piràmide de població
La piràmide de població per edats i sexe el 2009 era:
| Homes | Edats   | Dones |
| ----- | ------- | ----- |
| 0     | 95 o +  | 0     |
| 0     | 90 a 94 | 0     |
| 8     | 85 a 89 | 8     |
| 4     | 80 a 84 | 12    |
| 16    | 75 a 79 | 8     |
| 8     | 70 a 74 | 4     |
| 20    | 65 a 69 | 16    |
| 20    | 60 a 64 | 28    |
| 16    | 55 a 59 | 8     |
| 28    | 50 a 54 | 24    |
| 28    | 45 a 49 | 40    |
| 36    | 40 a 44 | 36    |
| 24    | 35 a 39 | 12    |
| 24    | 30 a 34 | 28    |
| 12    | 25 a 29 | 20    |
| 20    | 20 a 24 | 12    |
| 41    | 15 a 19 | 8     |
| 28    | 10 a 14 | 28    |
| 24    | 5 a 9   | 20    |
| 4     | 0 a 4   | 20    |

## Economia
El 2007 la població en edat de treballar era de 466 persones, 321 eren actives i 145 eren inactives. De les 321 persones actives 294 estaven ocupades (164 homes i 130 dones) i 27 estaven aturades (11 homes i 16 dones). De les 145 persones inactives 47 estaven jubilades, 42 estaven estudiant i 56 estaven classificades com a «altres inactius».

### Ingressos
El 2009 a Condren hi havia 288 unitats fiscals que integraven 731,5 persones, la mediana anual d'ingressos fiscals per persona era de 17.953 €.

### Activitats econòmiques
Dels 31 establiments que hi havia el 2007, 2 eren d'empreses extractives, 2 d'empreses de fabricació de material elèctric, 2 d'empreses de fabricació d'altres productes industrials, 2 d'empreses de construcció, 13 d'empreses de comerç i reparació d'automòbils, 2 d'empreses d'hostatgeria i restauració, 1 d'una empresa immobiliària, 5 d'empreses de serveis, 1 d'una entitat de l'administració pública i 1 d'una empresa classificada com a «altres activitats de serveis».
Dels 6 establiments de servei als particulars que hi havia el 2009, 3 eren tallers de reparació d'automòbils i de material agrícola, 1 taller d'inspecció tècnica de vehicles, 1 establiment de lloguer de cotxes i 1 paleta.
Dels 4 establiments comercials que hi havia el 2009, 1 era un hipermercat, 1 una botiga de mobles i 2 floristeries.
L'any 2000 a Condren hi havia 7 explotacions agrícoles.

## Equipaments sanitaris i escolars
El 2009 hi havia una escola elemental.

## Poblacions més properes
El següent diagrama mostra les poblacions més properes.